# Charles Messier
Charles Messier (Badonviller, Lotaringia, 1730. június 26. – Párizs, 1817. április 12.) francia csillagász. Apja korán meghalt, egyik bátyja volt a gyámja. 1748. július 25-én megfigyelt egy teljes napfogyatkozást, ami a csillagászat felé fordította a figyelmét. 1751 októberétől már Joseph-Nicolas Delisle gyakornoka volt. 1754-re gyakorlott megfigyelő volt, amikor a Tengerészeti Obszervatóriumban kapott hivatalnoki állást.

## Munkássága
Messier a 18. század nagy divatjának hódolt, az üstökösvadászatnak. Az üstökösöket csak felfedezni szerette, tovább nem foglalkozott velük, pályaszámítással vagy követéssel nem foglalkozott. Emellett egyéb égi jelenségeket is megfigyelt (fedéseket, átvonulásokat, napfolttevékenységet), de sosem tett többet, mint listába szedte a megfigyeléseit, amikből munkatársai számították ki az összes fontos adatot. 1750-ben még csak összesen 50 körüli számú üstököst ismertek – Messier egymaga huszonegyet fedezett fel. 1757–1758-ban Európa összes csillagásza a Halley-üstökös visszatérésének lázában égett. Azt tudták, hogy abban az évben kell újra feltűnnie, de a pályája teljesen bizonytalan volt, ezért az égbolt minden darabját megfigyelték. Messier-t még Delisle térképei is segíthették volna, de azok sem voltak pontosak. Másfél éven át kereste a visszatérő Halley-t, és e tevékenysége közben felfedezett más üstökösöket is. Végül Johann Georg Palitzsch vette észre 1758 karácsonyán, amikor már szabad szemmel is látható volt. Palitzsch rosszul járt e felfedezésével, mert azóta „egy szász földművesként” emlékeznek rá, holott valójában távcsöves amatőr megfigyelő volt. Messier csak egy hónappal később észlelte először, de Delisle nem engedte publikálni a megfigyelést, mert a térképe szerint az üstökösnek máshol kellett volna lennie, ezért az objektum más is lehetett volna. Amikor végül közzétette, az üstököst már nem lehetett észlelni, mert szürkületi időben volt az égen, ezért a megfigyelés utólagos meghamisításával vádolták meg.
Delisle visszavonulását követően az Hôtel de Cluny csillagvizsgálóban folytatta észleléseit és az 1780-as évekig szinte minden üstököst ő fedezett fel, volt amit szabad szemmel. Összesen 21 üstököst írt le, amiből 15-öt még ma is elfogadnak felfedezésnek. Az üstököskereséshez viszonylag gyenge binokulárokat, kisebb reflektorokat és akromatikus lencsés távcsöveket használt. E távcsöveken át szinte minden galaxis, planetáris köd, nyílt- és gömbhalmaz egyformán üstököshöz hasonló, elmosódott, fényes foltként jelent meg, melyeknek a valódi üstökösökkel ellentétben nem változott a helyzetük. Azért, hogy ne keverje őket össze a legfontosabbnak vélt dologgal, az időnként felbukkanó és eltűnő üstökösökkel, 1764-től kezdve katalogizálta az északi égbolton látható objektumokat, mégpedig egy 1758. augusztus 28-i megfigyelés jegyzetéből kiindulva. Ekkor írta le a két hete követett új üstökös ismételt vizsgálata alkalmával, hogy egy gyertyafény alakú fényfoltot fedezett fel, ami nem lehetett üstökös, mert azoknak kómája és csóvája másképp néz ki. Ez volt a Rák-köd, amit azóta Messier 1 vagy M1 néven is ismerünk. Már negyven objektumnál tartott, amikor módszeresen összegyűjtötte a már korábban publikált ködös objektumokat is, amelyek ismételt megfigyelése után bővítette tovább a katalógust.
Nem tett különbséget a csillagokra bontható alakzatok és a csillagokra nem bontható ködök között, ami szintén arra utal, csak kizárólag az üstököskeresés segédeszközét kívánta összeállítani. 1771-ben adta ki először a mélyégobjektumokat összefoglaló katalógusát, a Messier-katalógust, amelyet később többször kiegészített – utoljára 1784-ben Pierre Méchain közreműködésével. Az ebben szereplő 110 objektum esetében többnyire a mai napig az ő jelöléseit használják a csillagászok; amely egy M betűből és egy sorszámból áll (például M42 = Orion-köd).
A francia forradalom idején munkahelyét megszüntették, a királyi akadémia működését betiltották. Messier nem csak az akadémiai nyugdíját vesztette el, hanem munkalehetőségét és minden jövedelmét is. Bonaparte Napóleon azonban a Becsületrendet is átadta neki, tagja lett az új Francia Természettudományi Akadémiának és a Földrajzi Hosszúság Hivatalának (amely a méter meghatározásán dolgozott). 1815-ben szélütést kapott, két év múlva halt meg.

## Publikációi
Már három tudományos akadémia tagja volt, mire a francia akadémia, az Académie Royale des Sciences felvette tagjai közé 1770-ben. 1771-ben az Akadémiai Közleményekben adta ki először addigi jegyzeteit az üstökösvadászatot nehezítő égi objektumokról Catalogue des Nébuleuses et des amas d'Etoiles, que l'on découvre parmi les Etoiles fixes, sur l'horizon de Paris címmel. Ennek egy része olyan objektumokról szól, amiket korábban publikáltak ugyan, de ő maga nem találta meg őket. Ez a lista 45 elemet tartalmazott.
Első tanulmányát február 16-án adta át az Akadémiának, de már 19-én négy újabb objektumot regisztrált. 1780-ra huszonhárom továbbival bővítve adta ki eredeti listáját, vagyis ekkor már 68 elemből állt. 1781. április 13-án regisztrálta az utolsó objektumot, végül kerek 100 darabos lett, amiből 24-et közeli munkatársa, Méchain fedezett fel. Méchain ehhez még hármat tett hozzá, amelyeket Messier már nem ellenőrzött (M101, M102, M103, pozíciók nélkül katalogizálva). Ezek 1784-ben jelentek meg először.

## Műszerei
Messier nem a ma szokásos átmérőt és fényerőt adja meg távcsövei adatainál, hanem a távcső hosszát és nagyítását. Ezért elég nehéz rekonstruálni azt a látványt, amiben része lehetett, mivel a távcső nagyítása mellett a fényerőtől függ a felbontóképesség, azaz a látható legkisebb alakzat mérete. Volt egy 104-szeres nagyítású Gregory-reflektora, ami Jean Bailly számításai szerint majdnem kilenc méter hosszú, 9 cm átmérőjű lencsés távcsőnek felelt meg. Emellett örökölte Delisle 20 cm-es Newton-reflektorát, valamint volt egy 6 cm-es refraktora. Egy 9 cm-es akromatikus refraktort is használt, ami körülbelül 120-szoros nagyítást ért el. A többi – összesen egy tucatnál több – távcsövéről nincs közelebbi adat. Szándékosan nem a legerősebb lehetséges távcsövekkel dolgozott, mert az üstökösvadászathoz ezek alkalmasabbak.

## Jelentősége
Katalógusa jó száz éven át, a nagyobb és pontosabb NGC-katalógus megjelenéséig nélkülözhetetlen volt a csillagászok számára. Napjainkban az amatőrcsillagászok kedvelt versenye a Messier-maraton, amikor egyetlen éjszaka alatt próbálják meg észlelni mind a 110 Messier-objektumot.
Emlékét őrzi egy róla elnevezett kráter a Holdon és a 7359 Messier jelű aszteroida.